# Sebastian Hempel
Sebastian Hempel (* 6. November 1593 in Guhrau, Herzogtum Glogau; † 22. Juni 1650 in Stettin) war ein deutscher Jurist, zuletzt Direktor des Hofgerichts Stettin.

## Leben
Sein Vater Valentin Hempel war Ratsherr im schlesischen Guhrau, seine Mutter Dorothea Held war eine Tochter des dortigen Bürgermeisters. Nach der Ausbildung durch Hauslehrer kam Sebastian Hempel für ein Jahr auf die Schule im nahegelegenen Lissa, dann auf Gymnasien in Lüben und Breslau. Anschließend studierte er an der Brandenburgischen Universität Frankfurt, der  Universität Wittenberg, der Universität Heidelberg und der Philipps-Universität Marburg. An der Universität Basel wurde er schließlich 1620 zum Dr. iur. utr. promoviert. 
Während seiner Studien hatte er Johann Schwallenberg kennengelernt, der herzoglicher Kanzler in Stettin wurde. Schwallenberg holte Hempel im Jahre 1621 nach Stettin, wo Hempel Assessor am Hofgericht Stettin wurde. 
In der schwierigen Zeit der letzten Regierungsjahre des letzten pommerschen Herzogs Bogislaw XIV. und den Jahren der Etablierung Schwedisch-Pommerns wurde Hempel ein einflussreicher Mann. Er wurde durch Sten Bielke, der seit 1631 schwedischer Legat in Pommern war, zum königlich schwedischen Rat und Agenten ernannt. Nachdem Herzog Bogislaw XIV. im Jahre 1637 gestorben war, stellte das Hofgericht Stettin zunächst 1638 seine Rechtsprechungstätigkeit ein. Im Jahre 1641 wurde aber durch Schweden die pommersche Verwaltung und Rechtsprechung wieder in Gang gesetzt. Hempel wurde Direktor des Hofgerichts Stettin, das nun seine Tätigkeit wieder aufnahm, und zugleich Mitglied der  Schwedischen Regierung in Pommern. 
1648 wurde Hempel in den schwedischen Adelsstand erhoben (aber nicht in das schwedische Ritterhaus eingeführt). 
Nachdem im Westfälischen Frieden 1648 zwar die Stadt Stettin bei Schwedisch-Pommern blieb, der größte Teil Hinterpommerns aber Brandenburg zugesprochen wurde, verlor das Hofgericht Stettin den größten Teil seines Gerichtsbezirks. Es wurde eine Fusion mit dem ebenfalls in Schwedisch-Pommern liegenden Hofgericht Greifswald diskutiert, doch blieb zu Hempels Lebzeiten noch alles beim Alten. Hempel wurde noch für die schwedische Seite Mitglied der Kommission, die den genauen Grenzverlauf zwischen Schwedisch-Pommern und Brandenburgisch-Pommern zu bestimmen hatte. 
Er starb 1650 in Stettin. Die Leichenpredigt, die der Stettiner Generalsuperintendent Jakob Fabricius hielt, ist überliefert.
Nach seinem Tode wurde die Stelle des Direktors des Hofgerichts Stettin nicht mehr neu besetzt. Das Hofgericht Stettin wurde schließlich 1657 aufgelöst und sein Gerichtsbezirk dem Hofgericht Greifswald zugelegt.

## Ehen und Nachkommen
Sebastian Hempel heiratete 1621 Elisabeth Schwalch, eine Tochter des Stettiner Landsyndikus Samuel Schwalch. Nach dem Tod seiner ersten Ehefrau heiratete Sebastian Hempel 1639 Regina Simons, eine Tochter des Walther Simons, Leibarzt des pommerschen Herzogs. Aus beiden Ehen gingen mehrere Kinder hervor. 